# Kategoria e parë 2018/19
Die Kategoria e parë 2018/19 war die 71. Spielzeit der zweithöchsten albanischen Fußballliga und die 21. Saison unter diesem Namen. Sie begann am 8. September 2018 und endete am 23. Mai 2019 mit dem Meisterschaftsfinale.

## Modus
Die 20 Vereine spielten in zwei Gruppen zu je 10 Mannschaften. Die Saison wurde in einem zweistufigen Format durchgeführt. In der Vorrunde traf jede Mannschaft zweimal gegeneinander an; einmal zu Hause und einmal auswärts.
Nach Ablauf dieser Phase qualifizierten sich die fünf besten Vereine für die Meisterschaftsrunde. Dabei wurden die Hälfte der Punkte aus der Vorrunde übernommen. Der jeweils Tabellenerste stieg in die Kategoria Superiore auf.
Die Vereine auf den Plätzen 6 bis 10 der Vorrunde spielten danach in der Abstiegsrunde. Auch hier wurden die Hälfte der Punkte aus der Vorrunde übernommen. Der Tabellenletzte stieg direkt ab, der Vorletzte musste in die Relegation.

## Vereine
| Verein              | Stadt       |
| ------------------- | ----------- |
| KS Besëlidhja Lezha | Lezha       |
| KS Burreli          | Burrel      |
| KS Dinamo Tirana    | Tirana      |
| KF Erzeni Shijak    | Shijak      |
| KS Iliria           | Fushë-Kruja |
| KS Korabi Peshkopi  | Peshkopi    |
| FK Shënkolli        | Shënkoll    |
| KS Veleçiku Koplik  | Koplik      |
| KS Vllaznia Shkodra | Shkodra     |
| KF Vora             | Vora        |

| Verein                | Stadt    |
| --------------------- | -------- |
| KF Apolonia Fier      | Fier     |
| KS Bylis Ballsh       | Ballsh   |
| KS Besa Kavaja        | Kavaja   |
| KS Egnatia Rrogozhina | Kamza    |
| KF Elbasani           | Elbasan  |
| KS Lushnja            | Lushnja  |
| KF Oriku              | Orikum   |
| KS Pogradeci          | Pogradec |
| FK Tomori Berat       | Berat    |
| KF Turbina Cërrik     | Cërrik   |

## Vorrunde

### Gruppe A
| Pl. | Verein                  | Sp. | S  | U | N  | Tore    | Diff. | Punkte |
| --- | ----------------------- | --- | -- | - | -- | ------- | ----- | ------ |
| 1.  | KS Vllaznia Shkodra (A) | 18  | 14 | 2 | 2  | 032:800 | +24   | 44     |
| 2.  | KF Erzeni Shijak        | 18  | 10 | 2 | 6  | 024:150 | +9    | 32     |
| 3.  | KS Besëlidhja Lezha     | 18  | 9  | 3 | 6  | 022:160 | +6    | 30     |
| 4.  | KS Dinamo Tirana        | 18  | 8  | 3 | 7  | 015:110 | +4    | 27     |
| 5.  | KS Korabi Peshkopi      | 18  | 8  | 3 | 7  | 018:190 | −1    | 27     |
| 6.  | KS Veleçiku Koplik (N)  | 18  | 8  | 1 | 9  | 018:230 | −5    | 25     |
| 7.  | KS Burreli              | 18  | 8  | 0 | 10 | 018:230 | −5    | 24     |
| 8.  | FK Shënkolli            | 18  | 6  | 2 | 10 | 014:230 | −9    | 20     |
| 9.  | KS Iliria               | 18  | 5  | 4 | 9  | 017:190 | −2    | 19     |
| 10. | KF Vora (N)             | 18  | 2  | 4 | 12 | 011:320 | −21   | 10     |

Platzierungskriterien: 1. Punkte – 2. Direkter Vergleich (Punkte, Tordifferenz, geschossene Tore) – 3. Tordifferenz – 4. geschossene Tore

| (A) | Absteiger aus der Kategoria Superiore 2017/18 |
| (N) | Neuaufsteiger                                 |

### Gruppe B
| Pl. | Verein                | Sp. | S  | U | N  | Tore    | Diff. | Punkte |
| --- | --------------------- | --- | -- | - | -- | ------- | ----- | ------ |
| 1.  | KS Bylis Ballsh       | 18  | 13 | 3 | 2  | 030:700 | +23   | 42     |
| 2.  | KS Besa Kavaja        | 18  | 10 | 5 | 3  | 022:110 | +11   | 35     |
| 3.  | KS Egnatia Rrogozhina | 18  | 10 | 1 | 7  | 023:210 | +2    | 31     |
| 4.  | KS Lushnja (A)        | 18  | 7  | 6 | 5  | 019:140 | +5    | 27     |
| 5.  | KF Oriku (N)          | 18  | 7  | 6 | 5  | 017:140 | +3    | 27     |
| 6.  | KS Pogradeci          | 18  | 8  | 2 | 8  | 024:190 | +5    | 26     |
| 7.  | KF Apolonia Fier      | 18  | 6  | 5 | 7  | 013:110 | +2    | 23     |
| 8.  | FK Tomori Berat 1     | 18  | 5  | 5 | 8  | 017:250 | −8    | 17     |
| 9.  | KF Elbasani (N)       | 18  | 3  | 3 | 12 | 014:320 | −18   | 12     |
| 10. | FK Turbina Cërrik     | 18  | 2  | 2 | 14 | 011:360 | −25   | 08     |

Platzierungskriterien: 1. Punkte – 2. Direkter Vergleich (Punkte, Tordifferenz, geschossene Tore) – 3. Tordifferenz – 4. geschossene Tore

| (A) | Absteiger aus der Kategoria Superiore 2017/18 |
| (N) | Neuaufsteiger                                 |

## Meisterschaftsrunde

### Gruppe A
Das Torverhältnis aus der Vorrunde wurde übernommen, sowie die Hälfte der Punkte (aufgerundet).
| Pl. | Verein                  | Sp. | S | U | N | Tore    | Diff. | Punkte | Bonus | Gesamt |
| --- | ----------------------- | --- | - | - | - | ------- | ----- | ------ | ----- | ------ |
| 1.  | KS Vllaznia Shkodra (A) | 8   | 6 | 1 | 1 | 044:110 | +33   | 19     | 22    | 41     |
| 2.  | KS Dinamo Tirana        | 8   | 4 | 2 | 2 | 026:170 | +9    | 14     | 14    | 28     |
| 3.  | KS Besëlidhja Lezha     | 8   | 3 | 4 | 1 | 031:250 | +6    | 13     | 15    | 28     |
| 4.  | KS Korabi Peshkopi      | 8   | 1 | 2 | 5 | 023:280 | −5    | 05     | 14    | 19     |
| 5.  | KF Erzeni Shijak        | 8   | 0 | 3 | 5 | 027:280 | −1    | 03     | 16    | 19     |

Platzierungskriterien: 1. Punkte – 2. Direkter Vergleich (Punkte, Tordifferenz, geschossene Tore) – 3. Tordifferenz – 4. geschossene Tore

| (A) | Absteiger aus der Kategoria Superiore 2017/18 |

### Gruppe B
Das Torverhältnis aus der Vorrunde wurde übernommen, sowie die Hälfte der Punkte (aufgerundet).
| Pl. | Verein                | Sp. | S | U | N | Tore    | Diff. | Punkte | Bonus | Gesamt |
| --- | --------------------- | --- | - | - | - | ------- | ----- | ------ | ----- | ------ |
| 1.  | KS Bylis Ballsh       | 8   | 8 | 0 | 0 | 052:100 | +42   | 24     | 21    | 45     |
| 2.  | KS Besa Kavaja        | 8   | 4 | 1 | 3 | 034:250 | +9    | 13     | 18    | 31     |
| 3.  | KF Oriku (N)          | 8   | 3 | 2 | 3 | 029:270 | +2    | 11     | 14    | 25     |
| 4.  | KS Lushnja (A)        | 8   | 1 | 4 | 3 | 027:280 | −1    | 07     | 14    | 21     |
| 5.  | KS Egnatia Rrogozhina | 8   | 0 | 1 | 7 | 034:420 | −8    | 01     | 16    | 17     |

Platzierungskriterien: 1. Punkte – 2. Direkter Vergleich (Punkte, Tordifferenz, geschossene Tore) – 3. Tordifferenz – 4. geschossene Tore

| (A) | Absteiger aus der Kategoria Superiore 2017/18 |
| (N) | Neuaufsteiger                                 |

## Abstiegsrunde

### Gruppe A
Das Torverhältnis aus der Vorrunde wurde übernommen, sowie die Hälfte der Punkte (aufgerundet).
| Pl. | Verein                 | Sp. | S | U | N | Tore    | Diff. | Punkte | Bonus | Gesamt |
| --- | ---------------------- | --- | - | - | - | ------- | ----- | ------ | ----- | ------ |
| 6.  | KS Burreli             | 8   | 4 | 1 | 3 | 025:290 | −4    | 13     | 12    | 25     |
| 7.  | KS Iliria              | 8   | 4 | 2 | 2 | 027:290 | −2    | 14     | 10    | 24     |
| 8.  | FK Shënkolli           | 8   | 4 | 1 | 3 | 029:360 | −7    | 13     | 10    | 23     |
| 9.  | KS Veleçiku Koplik (N) | 8   | 3 | 1 | 4 | 026:320 | −6    | 10     | 13    | 23     |
| 10. | KF Vora (N)            | 8   | 2 | 1 | 5 | 021:440 | −23   | 07     | 5     | 12     |

Platzierungskriterien: 1. Punkte – 2. Direkter Vergleich (Punkte, Tordifferenz, geschossene Tore) – 3. Tordifferenz – 4. geschossene Tore

| (N) | Neuaufsteiger |

### Gruppe B
Das Torverhältnis aus der Vorrunde wurde übernommen, sowie die Hälfte der Punkte (aufgerundet).
| Pl. | Verein            | Sp. | S | U | N | Tore    | Diff. | Punkte | Bonus | Gesamt |
| --- | ----------------- | --- | - | - | - | ------- | ----- | ------ | ----- | ------ |
| 6.  | KS Pogradeci      | 8   | 5 | 0 | 3 | 036:290 | +7    | 15     | 13    | 28     |
| 7.  | KF Apolonia Fier  | 8   | 4 | 1 | 3 | 026:180 | +8    | 13     | 12    | 25     |
| 8.  | FK Turbina Cërrik | 8   | 5 | 0 | 3 | 025:430 | −18   | 15     | 4     | 19     |
| 9.  | KF Elbasani (N)   | 8   | 4 | 1 | 3 | 023:440 | −21   | 13     | 6     | 19     |
| 10. | FK Tomori Berat   | 8   | 0 | 2 | 6 | 022:420 | −20   | 02     | 9     | 11     |

Platzierungskriterien: 1. Punkte – 2. Direkter Vergleich (Punkte, Tordifferenz, geschossene Tore) – 3. Tordifferenz – 4. geschossene Tore

| (N) | Neuaufsteiger |

## Endspiel Meisterschaft
| Datum                           |  | Ergebnis |                 |
| ------------------------------- |  | -------- | --------------- |
| 23. Mai 2019KS Vllaznia Shkodra |  | 1:3      | KS Bylis Ballsh |

## Relegation
| Datum        |                    | Ergebnis  |                    |
| ------------ | ------------------ | --------- | ------------------ |
| 24. Mai 2019 | KS Veleçiku Koplik | 1:0 n. V. | KS Shkumbini Peqin |
| 24. Mai 2019 | KF Elbasani        | 3:0       | KF Luzi 2008       |

## Extra Match
Ein zusätzliches Entscheidungsspiel wurde zwischen den Verlierern der Relegation ausgetragen, um den Platz von KS Kamza zu ersetzen, der aufgrund eines Verbandsbeschlusses aus der  ersten in die dritte Liga abgestiegen war. Der Sieger qualifizierte sich für die Kategoria e parë 2019/20.
| Datum        |                    | Ergebnis |              |
| ------------ | ------------------ | -------- | ------------ |
| 30. Mai 2019 | KS Shkumbini Peqin | 1:0      | KF Luzi 2008 |